# Le Garn
Le Garn est une commune française située dans le nord-est du département du Gard, en région Occitanie.
Exposée à un climat méditerranéen, elle est drainée par l'Ardèche, le Valat d'Aiguèze et par deux autres cours d'eau. La commune possède un patrimoine naturel remarquable : deux sites Natura 2000 (la « basse Ardèche urgonienne » et la « basse Ardèche »), un espace protégé (la réserve naturelle nationale des gorges de l'Ardèche) et deux zones naturelles d'intérêt écologique, faunistique et floristique.
Le Garn est une commune rurale qui compte 255 habitants en 2022, après avoir connu un pic de population de 528 habitants en 1856.  Ses habitants sont appelés les Garnois ou  Garnoises.
Le patrimoine architectural de la commune comprend un immeuble protégé au titre des monuments historiques : la Baume d'Oullins, classée en 1911.

## Géographie

### Localisation

#### Communes limitrophes
- Orgnac-l'Aven
- Issirac
- Laval-Saint-Roman

### Climat
Pour des articles plus généraux, voir Climat de l'Occitanie et Climat du Gard.
En 2010, le climat de la commune est de type climat méditerranéen franc, selon une étude s'appuyant sur une série de données couvrant la période 1971-2000. En 2020, Météo-France publie une typologie des climats de la France métropolitaine dans laquelle la commune est exposée à un climat méditerranéen et est dans la région climatique Provence, Languedoc-Roussillon, caractérisée par une pluviométrie faible en été, un très bon ensoleillement (2 600 h/an), un été chaud (21,5 °C), un air très sec en été, sec en toutes saisons, des vents forts (fréquence de 40 à 50 % de vents > 5 m/s) et peu de brouillards.
Pour la période 1971-2000, la température annuelle moyenne est de 13 °C, avec une amplitude thermique annuelle de 17 °C. Le cumul annuel moyen de précipitations est de 951 mm, avec 6,1 jours de précipitations en janvier et 3,8 jours en juillet. Pour la période 1991-2020, la température moyenne annuelle observée sur la station météorologique la plus proche, située sur la commune de Montclus à 7 km à vol d'oiseau, est de 13,7 °C et le cumul annuel moyen de précipitations est de 951,2 mm,. Pour l'avenir, les paramètres climatiques de la commune estimés pour 2050 selon différents scénarios d'émission de gaz à effet de serre sont consultables sur un site dédié publié par Météo-France en novembre 2022.

### Milieux naturels et biodiversité

#### Espaces protégés
La protection réglementaire est le mode d’intervention le plus fort pour préserver des espaces naturels remarquables et leur biodiversité associée,.
Un  espace protégé est présent sur la commune : 
la réserve naturelle nationale des gorges de l'Ardèche, classée en 1980 et d'une superficie de 1 946 ha, constitue un des sites naturels les plus remarquables de France, alliant paysage monumental de falaises couvertes de garrigue et de forêt de chênes verts, patrimoine géologique et archéologique. Elle protège plus d’un millier d’espèces végétales et animales : aigle de Bonelli, vautour percnoptère, faucon pèlerin, etc,.

#### Réseau Natura 2000

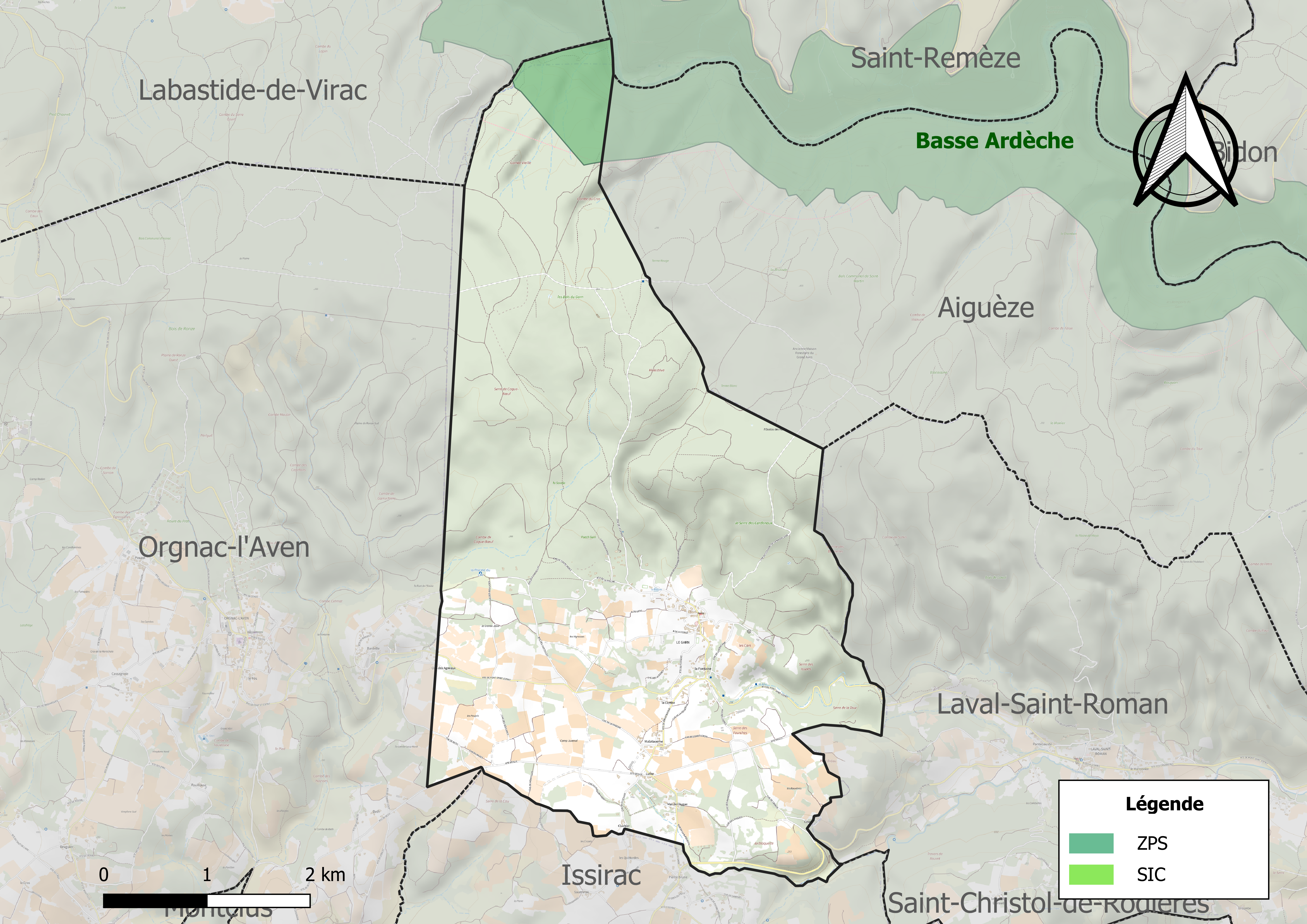
Site Natura 2000 sur le territoire communal.

Le réseau Natura 2000 est un réseau écologique européen de sites naturels d'intérêt écologique élaboré à partir des directives habitats et oiseaux, constitué de zones spéciales de conservation (ZSC) et de zones de protection spéciale (ZPS).
Un site Natura 2000 a été défini sur la commune au titre de la directive habitats :
- la « basse Ardèche urgonienne », d'une superficie de 6 851,3 ha[13]

et un au titre de la directive oiseaux : 
- la « basse Ardèche », d'une superficie de 6 059 ha[14].

#### Zones naturelles d'intérêt écologique, faunistique et floristique

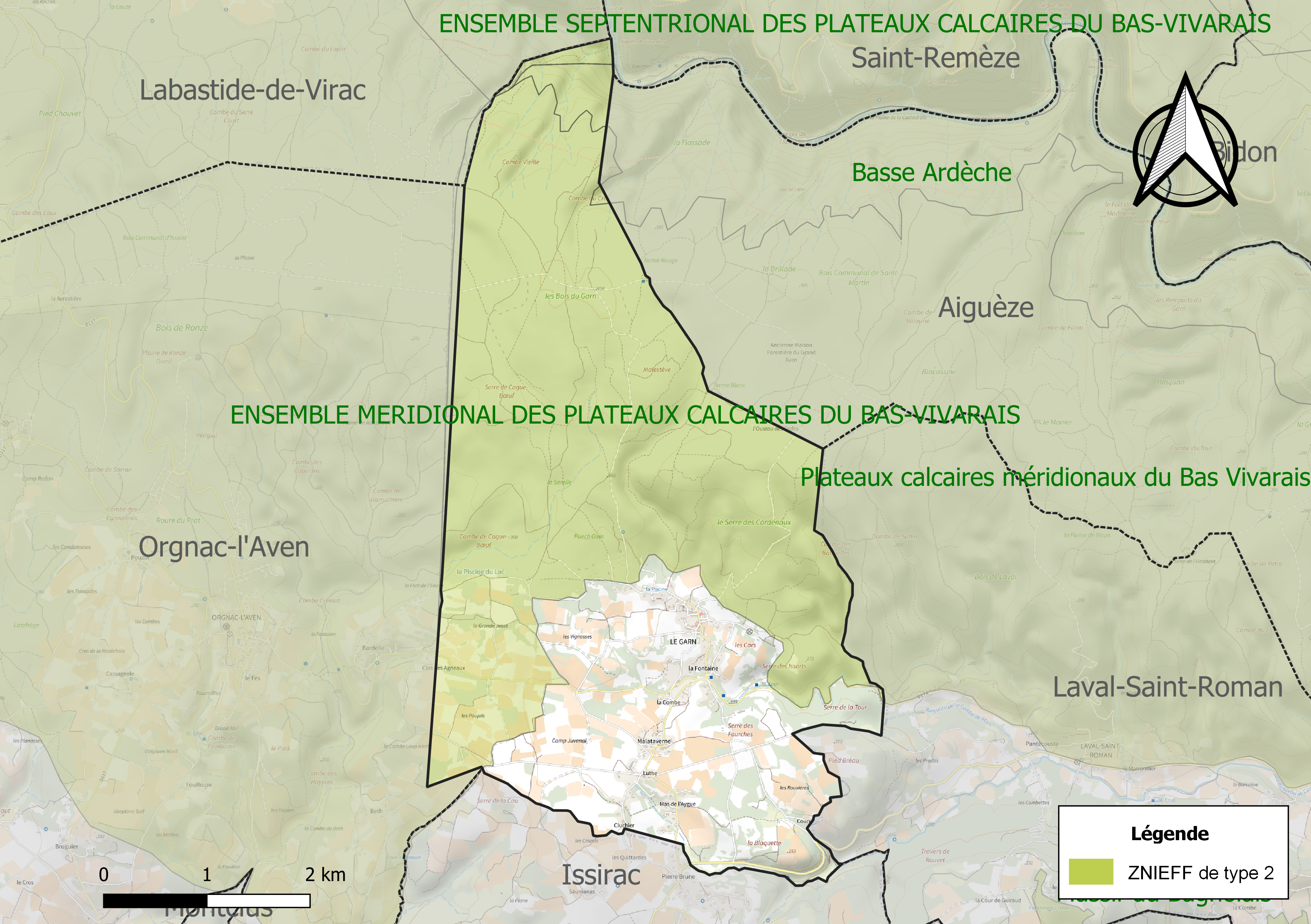
Carte des ZNIEFF de type 2 localisées sur la commune.

L’inventaire des zones naturelles d'intérêt écologique, faunistique et floristique (ZNIEFF) a pour objectif de réaliser une couverture des zones les plus intéressantes sur le plan écologique, essentiellement dans la perspective d’améliorer la connaissance du patrimoine naturel national et de fournir aux différents décideurs un outil d’aide à la prise en compte de l’environnement dans l’aménagement du territoire.
Deux ZNIEFF de type 2 sont recensées sur la commune :
- le « basse Ardèche » (1 655 ha), couvrant 5 communes du département[16] ;
- les « plateaux calcaires méridionaux du Bas Vivarais » (8 289 ha), couvrant 7 communes du département[17].

## Urbanisme

### Typologie
Au 1er janvier 2024, Le Garn est catégorisée commune rurale à habitat dispersé, selon la nouvelle grille communale de densité à sept niveaux définie par l'Insee en 2022.
Elle est située hors unité urbaine et hors attraction des villes,.

### Occupation des sols
L'occupation des sols de la commune, telle qu'elle ressort de la base de données européenne d’occupation biophysique des sols Corine Land Cover (CLC), est marquée par l'importance des forêts et milieux semi-naturels (65,6 % en 2018), une proportion identique à celle de 1990 (65,6 %). La répartition détaillée en 2018 est la suivante : 
forêts (57,8 %), cultures permanentes (21,9 %), zones agricoles hétérogènes (12,4 %), milieux à végétation arbustive et/ou herbacée (7,9 %). L'évolution de l’occupation des sols de la commune et de ses infrastructures peut être observée sur les différentes représentations cartographiques du territoire : la carte de Cassini (XVIIIe siècle), la carte d'état-major (1820-1866) et les cartes ou photos aériennes de l'IGN pour la période actuelle (1950 à aujourd'hui).

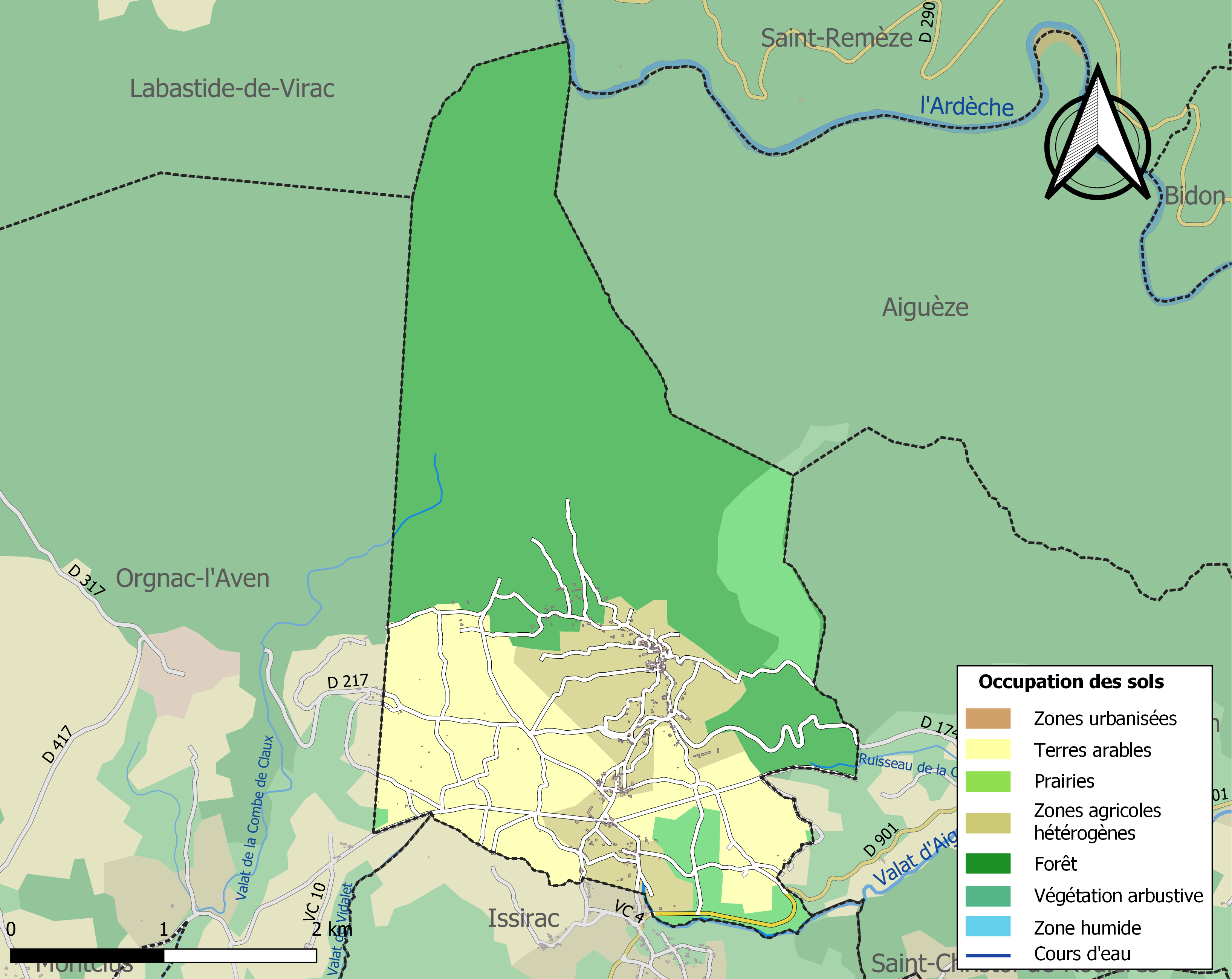
Carte des infrastructures et de l'occupation des sols de la commune en 2018 (CLC).

### Risques majeurs
Le territoire de la commune duGarn est vulnérable à différents aléas naturels : météorologiques (tempête, orage, neige, grand froid, canicule ou sécheresse), inondations, feux de forêts et séisme (sismicité modérée). Il est également exposé à un risque technologique, le risque nucléaire. Un site publié par le BRGM permet d'évaluer simplement et rapidement les risques d'un bien localisé soit par son adresse soit par le numéro de sa parcelle.

#### Risques naturels
Certaines parties du territoire communal sont susceptibles d’être affectées par le risque d’inondation par débordement de cours d'eau et par une crue à  débordement lent de cours d'eau, notamment l'Ardèche et le Valat d'Aiguèze. La commune a été reconnue en état de catastrophe naturelle au titre des dommages causés par les inondations et coulées de boue survenues en 1982, 1988, 1998, 2002 et 2018,.

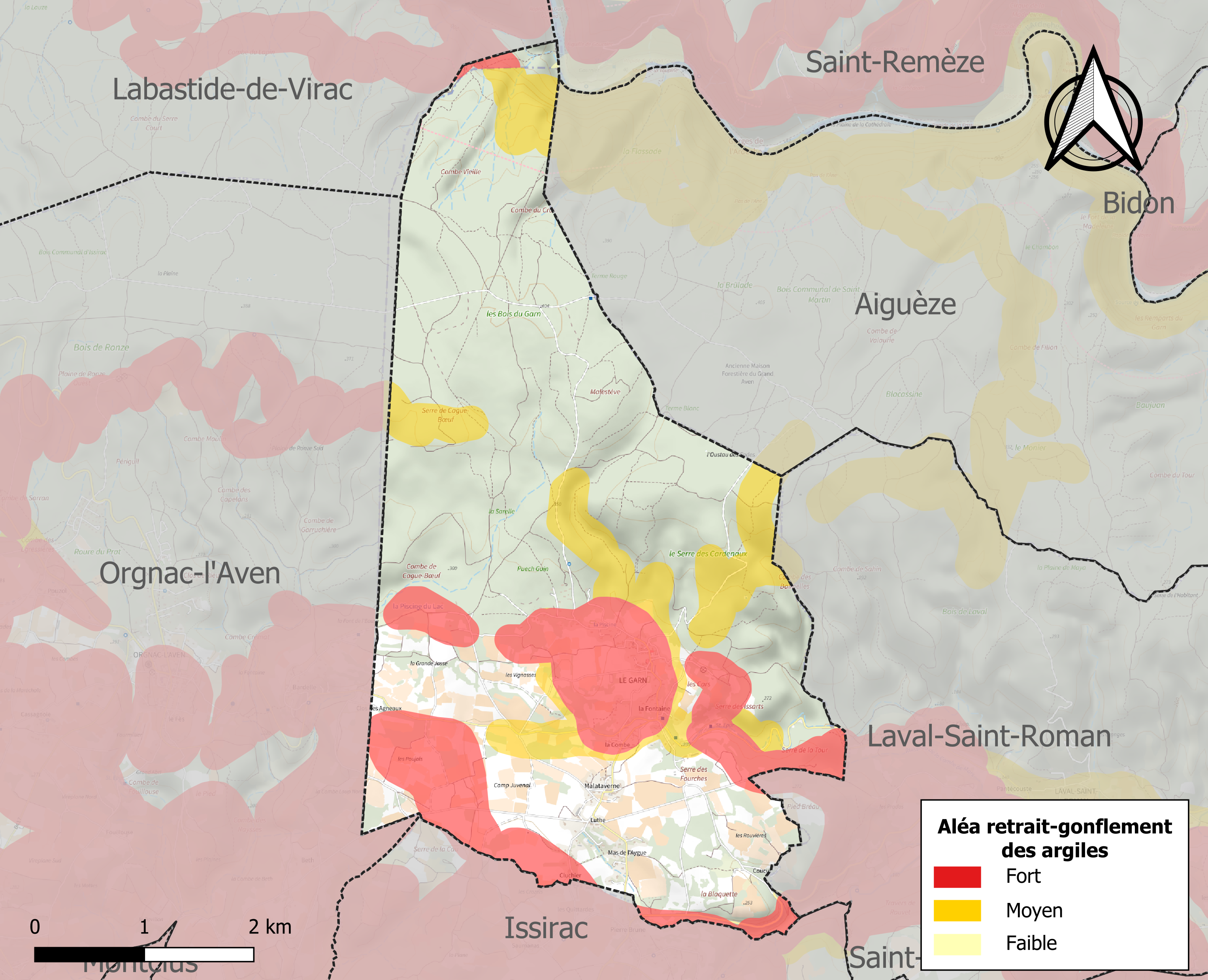
Carte des zones d'aléa retrait-gonflement des sols argileux duGarn.

Le retrait-gonflement des sols argileux est susceptible d'engendrer des dommages importants aux bâtiments en cas d’alternance de périodes de sécheresse et de pluie. 31,3 % de la superficie communale est en aléa moyen ou fort (67,5 % au niveau départemental et 48,5 % au niveau national). Sur les 178 bâtiments dénombrés sur la commune en 2019, 110 sont en aléa moyen ou fort, soit 62 %, à comparer aux 90 % au niveau départemental et 54 % au niveau national. Une cartographie de l'exposition du territoire national au retrait gonflement des sols argileux est disponible sur le site du BRGM,.
Par ailleurs, afin de mieux appréhender le risque d’affaissement de terrain, l'inventaire national des cavités souterraines permet de localiser celles situées sur la commune.

#### Risques technologiques
En cas d’accident grave, certaines installations nucléaires sont susceptibles de rejeter dans l’atmosphère de l’iode radioactif. La commune étant située dans le périmètre de sûreté autour de la centrale nucléaire du Tricastin, elle est exposée au risque nucléaire. À ce titre les habitants de la commune ont bénéficié, à titre préventif, d'une distribution de comprimés d’iode stable dont l’ingestion avant rejet radioactif permet de pallier les effets sur la thyroïde d’une exposition à de l’iode radioactif. En cas d'incident ou d'accident nucléaire, des consignes de confinement ou d'évacuation peuvent être données et les habitants peuvent être amenés à ingérer, sur ordre du préfet, les comprimés d'iode.

## Toponymie
Occitan Lou Garn, du bas latin Garnum, Algarnum. Conférer garn avec l'arabe guern : sommet.
Ses habitants sont appelés les Garnois.

## Histoire

### Moyen Âge
Le lieu est mentionné en 1314, Ecclesia de Algarno dans le rotulus ecclesiastique conservé aux archives municipales de Nîmes.

## Politique et administration

### Liste des maires
| Période                                  | Période  | Identité             | Étiquette | Qualité   |
| ---------------------------------------- | -------- | -------------------- | --------- | --------- |
| 2001                                     | 2014     | Yolande Vignal       | DVG       |           |
| 2014                                     | 2020     | Geneviève Castellane | PS        | Retraitée |
| 2020                                     | En cours | Julie Mercier        |           |           |
| Les données manquantes sont à compléter. |          |                      |           |           |

## Population et société

### Démographie
L'évolution du nombre d'habitants est connue à travers les recensements de la population effectués dans la commune depuis 1793. Pour les communes de moins de 10 000 habitants, une enquête de recensement portant sur toute la population est réalisée tous les cinq ans, les populations de référence des années intermédiaires étant quant à elles estimées par interpolation ou extrapolation. Pour la commune, le premier recensement exhaustif entrant dans le cadre du nouveau dispositif a été réalisé en 2007.

En 2022, la commune comptait 255 habitants, en évolution de +14,35 % par rapport à 2016 (Gard : +2,97 %, France hors Mayotte : +2,11 %).
| 1793 | 1800 | 1806 | 1821 | 1831 | 1836 | 1841 | 1846 | 1851 |
| ---- | ---- | ---- | ---- | ---- | ---- | ---- | ---- | ---- |
| 201  | 198  | 360  | 517  | 455  | 503  | 511  | 520  | 527  |

| 1856 | 1861 | 1866 | 1872 | 1876 | 1881 | 1886 | 1891 | 1896 |
| ---- | ---- | ---- | ---- | ---- | ---- | ---- | ---- | ---- |
| 528  | 514  | 518  | 490  | 487  | 406  | 421  | 413  | 380  |

| 1901 | 1906 | 1911 | 1921 | 1926 | 1931 | 1936 | 1946 | 1954 |
| ---- | ---- | ---- | ---- | ---- | ---- | ---- | ---- | ---- |
| 329  | 317  | 281  | 214  | 195  | 175  | 190  | 148  | 158  |

| 1962 | 1968 | 1975 | 1982 | 1990 | 1999 | 2006 | 2007 | 2012 |
| ---- | ---- | ---- | ---- | ---- | ---- | ---- | ---- | ---- |
| 140  | 134  | 128  | 149  | 192  | 221  | 220  | 220  | 232  |

| 2017 | 2022 | - | - | - | - | - | - | - |
| ---- | ---- | - | - | - | - | - | - | - |
| 213  | 255  | - | - | - | - | - | - | - |

### Enseignement
Une école publique dispense l’enseignement des niveaux CP - CE1 et CE2.
L’école est regroupée avec la maternelle d’Issirac et le CM1-CM2 de Laval St Roman.

## Économie

### Revenus
En 2018  (données Insee publiées en septembre 2021), la commune compte 107 ménages fiscaux, regroupant 237 personnes. La médiane du revenu disponible par unité de consommation est de 19 630 € (20 020 € dans le département).

### Emploi
|                | 2008   | 2013  | 2018   |
| -------------- | ------ | ----- | ------ |
| Commune        | 12,2 % | 8,3 % | 14,8 % |
| Département    | 10,6 % | 12 %  | 12 %   |
| France entière | 8,3 %  | 10 %  | 10 %   |

En 2018, la population âgée de 15 à 64 ans s'élève à 129 personnes, parmi lesquelles on compte 73,4 % d'actifs (58,6 % ayant un emploi et 14,8 % de chômeurs) et 26,6 % d'inactifs,. Depuis 2008, le taux de chômage communal (au sens du recensement) des 15-64 ans est supérieur à celui de la France et du département.
La commune est hors attraction des villes,. Elle compte 42 emplois en 2018, contre 35 en 2013 et 33 en 2008. Le nombre d'actifs ayant un emploi résidant dans la commune est de 78, soit un indicateur de concentration d'emploi de 54,6 % et un taux d'activité parmi les 15 ans ou plus de 51,9 %.
Sur ces 78 actifs de 15 ans ou plus ayant un emploi, 35 travaillent dans la commune, soit 46 % des habitants. Pour se rendre au travail, 74 % des habitants utilisent un véhicule personnel ou de fonction à quatre roues, 3,9 % les transports en commun, 11,7 % s'y rendent en deux-roues, à vélo ou à pied et 10,4 % n'ont pas besoin de transport (travail au domicile).

### Activités hors agriculture
16 établissements sont implantés  au Garn au 31 décembre 2019.
Le secteur de la construction est prépondérant sur la commune puisqu'il représente 37,5 % du nombre total d'établissements de la commune (6 sur les 16 entreprises implantées  au Le Garn), contre 15,5 % au niveau départemental.

### Agriculture
|               | 1988 | 2000 | 2010 | 2020 |
| ------------- | ---- | ---- | ---- | ---- |
| Exploitations | 25   | 21   | 13   | 7    |
| SAU (ha)      | 235  | 203  | 157  | 209  |

La commune est dans les Garrigues, une petite région agricole occupant le centre du département du Gard. En 2020, l'orientation technico-économique de l'agriculture  sur la commune est la culture de fruits ou d'autres cultures permanentes. Sept exploitations agricoles ayant leur siège dans la commune sont dénombrées lors du recensement agricole de 2020 (25 en 1988). La superficie agricole utilisée est de 209 ha,,.

## Culture locale et patrimoine

### Édifices civils

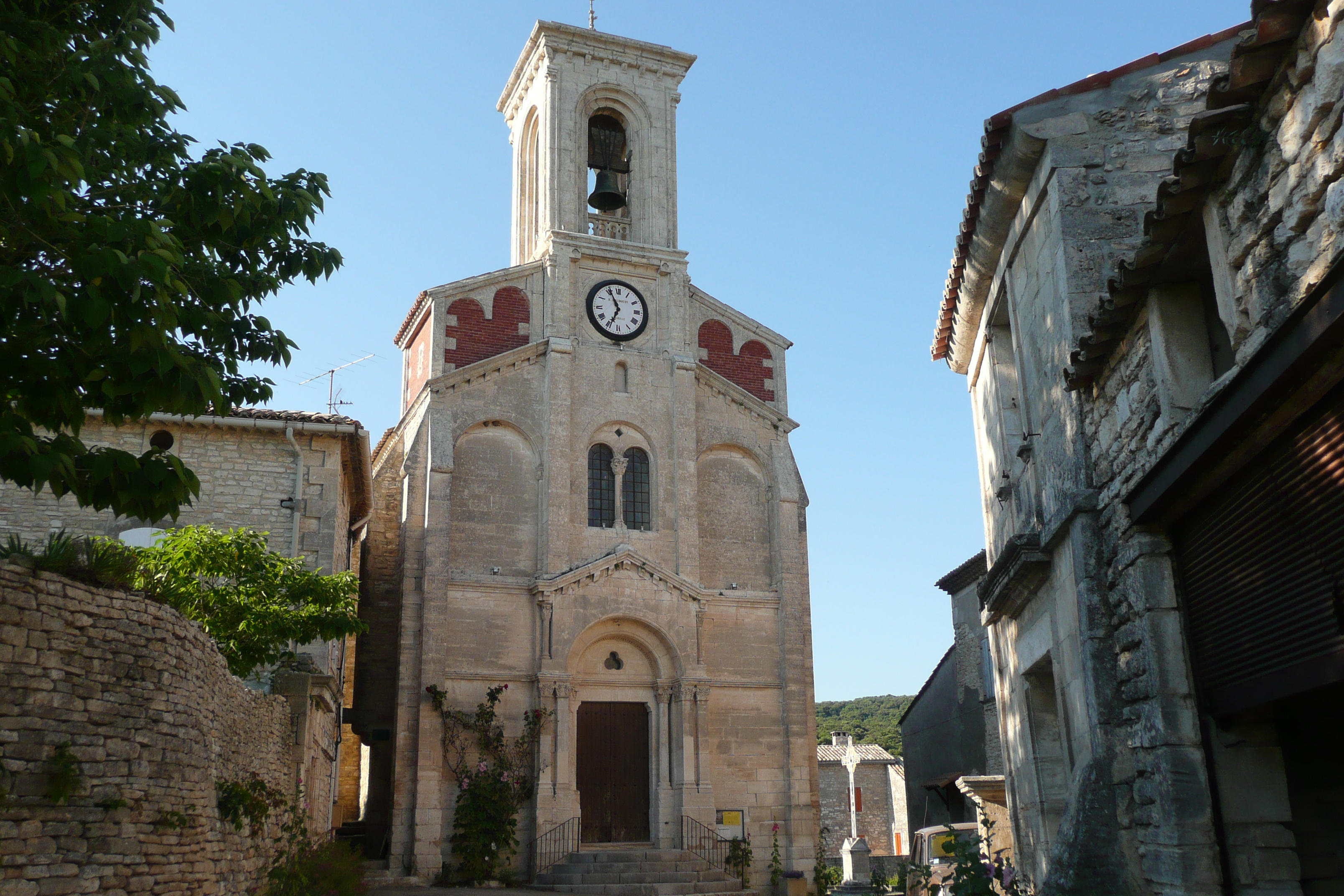
Église Notre-Dame du Garn

- Dolmens.
- Maladrerie des templiers.

### Édifices religieux
- L'église Notre-Dame du Garn.

## Héraldique
| Blason de Le Garn | Blason  | D'or, à une bande losangée d'or et de gueules.   |
| Blason de Le Garn | Détails | Le statut officiel du blason reste à déterminer. |